# Rivière Novide
Ne doit pas être confondu avec Rivière Ovide.
Pour les articles homonymes, voir Novide.
La rivière Novide est un affluent de la baie James (baie Cabbage Willows) coulant dans la péninsule Ministikawatin, dans la Réserve de la Baie-James, dans la municipalité de Eeyou Istchee Baie-James, en Jamésie, dans la région administrative du Nord-du-Québec, au Québec, au Canada.
La surface de la rivière est habituellement gelée du début novembre à la mi-mai, toutefois la circulation sécuritaire sur la glace se fait généralement de la mi-novembre à la mi-avril.

## Géographie
Les bassins versants voisins de la rivière Novide sont :
- côté nord : baie Cabbage Willows, baie de Rupert, baie James, Passage Inenw ;
- côté est : Baie de Rupert, rivière Nottaway, rivière Broadback ;
- côté sud : Rivière Iscouistic, Rivière Missisicabi, rivière Octave, rivière Harricana ;
- côté ouest : rivière Harricana, baie Hannah.

La rivière Novide prend sa source à 29,4 km à l’Est de la frontière de l’Ontario, à 29,6 km au Sud-Est de l'embouchure de la rivière Novide (confluence avec la baie Cabbage Willows) ; et à 12,9 km à l’Ouest de l’embouchure de la rivière Nottaway.
Le cours de la rivière Novide coule sur environ 38 km en contournant par l'ouest la colline Nesukauchi, selon les segments suivants :
- 19,4 km vers le nord-ouest en zones de marais, jusqu’au ruisseau Kachiskamisechishit (venant du sud) ;
- 18,6 km vers l’ouest en zones de marais en recueillant le ruisseau Nistam Utameu (venant du sud) et en traversant 1,7 km de grès à son embouchure.

L'embouchure de la petite rivière Missisicabi est située sur les battures de la rive est de la baie Hannah, au Québec, soit un appendice au sud de la baie James. Cette embouchure est située à seulement 12,1 km au nord de l'embouchure de la rivière Harricana, à 103,8 km à l’Est de l’embouchure de la rivière Moose (Ontario) et 34,9 km à l’ouest de l'embouchure de la rivière Nottaway.

## Toponymie
Le toponyme rivière Novide a été officialisé le 5 décembre 1968 à la Banque des noms de lieux de la Commission de toponymie du Québec, soit à la création de cette Commission.